# Université de Nova Gorica
L'université de Nova Gorica (slovène : Univerza v Novi Gorici), est la quatrième plus grande université publique de Slovénie. Elle est située dans la localité de Nova Gorica.

## Historique
L'université de Nova Gorica est issue de l'école des sciences environnementales fondée en 1995 par la municipalité de Nova Gorica et par l'institut Jožef Stefan. En 1998, l'école des sciences est renommée en "Polytechnique de Nova Gorica".

## Organisation
L'université est composée de six écoles et de sept instituts scientifiques. Les études proposent des cours en éducation, en œnologie et en viticulture, en sciences appliquées, en management et en ingénierie, en sciences environnementales et en lettres.
Les centres de recherche sont spécialisés dans l'étude de l'atmosphère, de l'environnement, de la physiologie sportive, de la culture, de l'astrophysique et des nanotechnologies.